# 太田結乃
太田 結乃（おおた ゆの、2012年7月25日 - ）は、埼玉県出身の子役。ウォーターブルー所属。

## 人物
身長152cm。
特技は空手、一輪車。

## 出演作品

### テレビドラマ
NHK
- 連続テレビ小説
  - おかえりモネ 第99、100話（2021年） - ヒナ
  - らんまん 第1話（2023年） - 槙野綾（幼少期）
- 大河ドラマ / 鎌倉殿の13人 第24話（2022年） - 三幡（幼年期）
- 土曜ドラマ / やさしい猫 第1話（2023年） - 首藤マヤ（小学生時代）

日本テレビ
- 木曜ドラマ
  - しょうもない僕らの恋愛論 第1話（2023年） - 小学生（姉）
  - クラスメイトの女子、全員好きでした（2024年） - 篠宮わかば
- 土ドラ10 / マル秘の密子さん 第2、4話（2024年） - 小原鞠子（幼少期）

TBS
- 火曜ドラマ
  - ファイトソング 第9話（2022年）
  - 18/40〜ふたりなら夢も恋も〜（2023年） - 仲川有栖（小学生時代）
- よるおびドラマ / Maybe 恋が聴こえる 第7話（2023年） - 橋口琴音（幼少期）

フジテレビ
- ほんとにあった怖い話（2019年 - 2020年） - ほん怖クラブメンバー
  - 「20周年スペシャル」（2019年）
  - 「2020特別編」（2020年）
- 土曜プレミアム
  - 世にも奇妙な物語 夏の特別編「しみ」（2020年） - 三浦あずさ（幼少期）
  - PICU 小児集中治療室 スペシャル（2024年） - 佐藤真子
- ドクターホワイト 第3話（2022年） - 小児患者
- 魔法のリノベ 第1話（2022年） - 西崎万智（幼少期）
- 木曜劇場 / 純愛ディソナンス 第8話（2023年） - 路加ましろ（10歳時）
- ビリオン×スクール（2024年） - 大杉美波（幼少期）
- Love Sea 〜愛の居場所〜（2025年） - 楽本未那[3]

テレビ朝日
- 刑事7人 Season4 第6話（2018年） - 濱野洋子（幼少期）
- 鈍色の箱の中で 第1、5話（2020年） - 桜井美羽（幼少期）
- 魔進戦隊キラメイジャー エピソード13（2020年） - 幼女
- 警視庁・捜査一課長 season4 第7話（2020年） - 神石理沙子（6歳時）
- 仮面ライダーシリーズ
  - 仮面ライダーセイバー 第1章（2020年） - 子供
  - 仮面ライダーガヴ 第9、10話（2024年） - 高瀬きらり
- 金曜ナイトドラマ / 漂着者 ep,7（2021年） - 諸星楓
- 特捜9 season6 第7話（2023年） - 関口萌絵

テレビ東京
- 鬼火 警視庁強行犯係・樋口顕（2020年） - 遠藤ナオミ
- 今野敏サスペンス 機捜235III（2022年） - 長谷瑠璃子（幼少期）
- 記憶捜査〜新宿東署事件ファイル〜 スペシャル2（2022年） - 杉浦香織（10歳時）
- ペルソナの密告 3つの顔をもつ容疑者（2023年） - 獅子舞音（10歳時）

WOWOW
- 連続ドラマW
  - コールドケース3 〜真実の扉〜 第5話（2020年） - 久保沙織（幼少期）
  - 坂の上の赤い屋根（2024年） - 橋本ミチル
- DORONJO / ドロンジョ（2022年） - 泥川七音（幼少期）

NHK BSプレミアム
- BS時代劇 / 大富豪同心2 第5回（2021年） - トラ
- プレミアムドラマ / ライオンのおやつ 第6話（2021年） - 狩野シマ（幼少期）

BS東京
- ハルとアオのお弁当箱（2020年） - 莉央

### テレビ番組
- ザ!世界仰天ニュース（2018年、日本テレビ）
- ソノサキ〜知りたい見たいを大追跡!〜（2018年、テレビ朝日）
- 爆報!THEフライデー 「矢幡洋」篇（2019年、TBS） - 娘
- ぐるぐるナインティナイン 「森山直太朗&生見愛瑠」編（2021年、日本テレビ） - 生見愛瑠（幼少期）
- 奇跡体験!アンビリバボー 「瀬戸大橋建設」編（2021年、フジテレビ） - 広子（幼少期）、洋子（幼少期）
- 口を揃えた怖い話（2022年、TBS）
  - 「不動産屋が口を揃えた本当に怖い事故物件の話」 - 主人公の小学生
  - 「学校の怪談 理科室の人体模型」編 - 莉央
- THE突破ファイル 「暴走リフトから子どもたちを救え!」（2023年、日本テレビ） - 知夏
- 有吉木曜バラエティ「南海トラフ&首都直下地震に備えよ!!」防災(秘)新常識（2024年、テレビ東京） - りん
- ワルイコあつまれ 「子ども記者会見」（2024年、NHK） - 子ども記者

### 映画
- 生きちゃった（2020年、フィルムランド） - 山田鈴
- 地獄の花園（2021年、ワーナー・ブラザース映画） - 女の子
- ゆうばり国際ファンタスティック映画祭 おまめ映画菜2021「拉麺少女」（2021年）
- 189（2021年、イオンエンターテイメント） -  増田星羅
- あちらにいる鬼（2022年、ハピネットファントム・スタジオ） - 白木焔
- ちひろさん（2023年、Netflix） - 瀬尾亜紀
- 四姉妹（2023年） - うり（幼少期）
- 首（2023年、東宝・KADOKAWA） - 甲賀の里の村人
- 片思い世界（2025年4月4日、東京テアトル / リトルモア） - 相良美咲（10歳時）[4]
- 見える子ちゃん（2025年6月6日、KADOKAWA） - 荒井先生（小学生時代）[5]
- 中山教頭の人生テスト（2025年6月20日、ライツキューブ）[6]

### 配信ドラマ
- 彼女のウラ世界 第5話（2021年、ひかりTV・フジテレビ） - 山形凛
- シコふんじゃった!（2022年、Disney+） - 大庭穂香（少女時代）

### CM
- 日本マクドナルド ハッピーセット
  - ほんのハッピーセット｢魚の街のこどもたち｣篇（2018年）
  - ポチっと発明 ピカちんキット 「願いが叶う!?」篇（2020年）
  - シルバニアファミリー 第1弾「シルバニアファミリー物語」編、第2弾「シルバニアファミリー物語」編（2021年）
  - ユニバーサル・スタジオ・ジャパンオールスターズ（2021年）
  - ポケモン（2022年）
- タカラトミー
  - ミミクリーペット「クッキーあるよ～!」（2019年）
  - すみっコフレンド「ふれあいアクションでお世話できる液晶トイ」（2023年）
- 東邦ガス（2019年）
- 東京エレクトロン（2019年）
- リクルートホールディングス SUUMO「スーモカウンター」（2020年 - 2021年）
- JR東海 2020年N700S（2020年）
  - 「その先の、笑顔へ。」篇
  - 「Don't Stop JAPAN!」編
- エバラ食品工業
  - 「黄金の味 We love OHGON」篇（2020年）
  - 「プチっとうどん　釜玉うどん」編（2022年）
- エポック社 はじめてのシルバニアファミリー（2020年）
- 総務省 マイナポイント（2020年）
- ECCジュニア FOXコラボ（2020年）
- スタジオアリス 「写真は時をこえて、想いをつなぐ。」篇（2020年）
- JA共済（2021年）
  - 「交通安全啓発」編
  - 「みんなでつくるものなんだ」編
- 久光製薬 乳酸菌「EC-12」（2021年）
- 曰比谷花壇 「お花あふれるお葬式」編（2021年）
- 地震保険（2021年）
  - 「生活再建と地震保険」編
  - 「賃貸住まいと地震保険」篇
  - 「マイホームと地震保険」篇
- 日本コカ・コーラ アクエリアス 「飲むコンディションメイク 乳酸菌ウォーター/1日分のマルチビタミン」篇（2022年）
- ジャパンピアノサービス（2022年）
- 日本コロムビア Nintendo Switch 「すみっコぐらし みんなでリズムパーティ」（2022年）
  - 「家族」編
  - 「お友達」編
- Jackery 「さあ、世界を外へとひろげよう。」篇（2022年）
- バンダイ 「魔法召喚! チョコルステッキ」（2023年）
- ミツハシライス（2023年）
- ドコモビジネス 「ワークスタイル変革」篇（2023年）

### MV
- ポルカドットスティングレイ 「エレクトリック・パブリック｣」（2016年）
- BUMP OF CHICKEN 「GO」（2016年）
- Anly ｢北斗七星｣（2017年）
- ソナーポケット ｢一生一瞬｣（2017年）
- 神山羊 「Endroll」（2023年） - 妹

### VP
- 海ほたる施設内ムービー（2019年）
- タカラトミー ミミクリーペット（2019年）

### WEB
- アサヒロジスティクス PR動画「おりがみ」編（2018年）
- ショップジャパン（2019年）
- YKK AP 「ミモット 忘れん坊家族」篇（2019年）
- fotowaの出張撮影ご紹介ムービー（2019年）
- HONDA 「まもってトート」（2019年）
- 野生爆弾のザ・ワールドチャネリング シーズン3「リセット」（2019年、Amazon Prime） - ビービー
- 小田原移住PR動画「おだわらでみつけたもの」（2021年、YouTube） - モエ
- マックハウス（2023年）

### スチール
- ニコン 作用カタログ（2019年）
- 日本橋シティドレッシング for TOKYO 2020（2019年）
- マスダ増「髪飾りカタログ」（2019年）
- 日本マクドナルド 「マックアドベンチャー」（2019年）
- PUMA（2023年）

### 雑誌
- 小学館「小学一年生」（2019年） - レギュラーモデル